# Парадокс Трістрама Шенді
Парадокс Трістрама Шенді — міркування, запропоноване філософом Б. Расселом у книзі «Містицизм та логіка» («Mysticism and Logic») у зв'язку з поняттям рівнопотужності множин, яке демонструє порушення інтуїтивного принципу «частина менша ніж ціле» для нескінченних множин.

## Формулювання
У романі Л. Стерна «Життя і думки Трістрама Шенді, джентльмена» герой виявляє, що йому знадобився цілий рік, щоб викласти події першого дня свого життя, і ще один рік знадобився, щоб описати другий день. У зв'язку з цим герой нарікає, що матеріал його біографії буде накопичуватися швидше, ніж він зможе його обробити, і він ніколи не зможе її завершити. «Тепер я стверджую, — заперечує на це Рассел, — що якби він жив вічно і його робота не стала б йому за тягар, навіть якщо б його життя продовжувало бути настільки ж багатим на події, як спочатку, то жодна з частин його біографії не залишилася б ненаписаною».
Дійсно, події {\displaystyle n}-о дня Шенді міг би описати протягом {\displaystyle n}-о року і, таким чином, в його автобіографії кожний день виявився б відображеним. Інакше кажучи, якби життя тривало нескінченно, то воно налічувало б стільки ж років, скільки й днів.

## Аналогія
Ряд натуральних чисел можна поставити у взаємно однозначну відповідність з рядами квадратів натуральних чисел, степенів двійки, факторіалів, тощо.:
1 2 3 4 5…
1 4 9 16 25…
2 4 8 16 32…
1 2 6 24 120…
Можна навести приклади рядів натуральних чисел з дедалі швидшим зростанням, представників яких, як би рідко вони не були розташовані в натуральному ряді, буде стільки ж, скільки й натуральних чисел.

## Висновки
Дане міркування демонструє порушення принципу «частина менша ніж ціле», яке є характерним для нескінченних множин та навіть може бути використаним для того щоб відрізнити їх від скінченних. Критерій нескінченності множини, запропонований Дедекіндом, формулюється таким чином: «множина є нескінченною, тоді і лише тоді, коли вона рівнопотужна деякій своїй частині». Можна довести, що критерій Дедекінда в аксіоматичній теорії множин є еквівалентним визначенню нескінченної множини як множини, що містить зліченну підмножину елементів.